# Образование (журнал)
«Образование» — педагогический и литературно-художественный журнал для родителей, наставниц и наставников, выпускавшийся в Санкт-Петербурге в конце XIX — начале XX века. С 1872 года по 1875 год выходил под названием «Педагогический листок Санкт-Петербургских женских гимназий», спустя один год публикация журнала возобновилась под заголовком «Женское образование» с главным редактором в лице Василия Дмитриевича Сиповского, окончательно переименован в «Образование» в 1892 году. Издавался до 1909 года.
Редакция «Женского образования» во вступительной статье сообщала, что в связи со сложившейся обстановкой в системе обучения, «сильным стремлением к женскому образованию», «быстрым размножением школ» и несовершенством обучающих целей и программ, она берёт на себя задачу оказывать положительное влияние на общественное мнение и помогать «выработке верных методов и приемов преподавания»
Среди авторов журнала была, в частности, Л. Д. Чудновская.